# Aleksiej Chomicz
Aleksiej Pietrowicz Chomicz (ros. Алексей Петрович Хомич, ur. 14 marca 1920 w Moskwie, zm. 30 maja 1980 tamże) – radziecki piłkarz grający na pozycji bramkarza. Jednokrotny reprezentant Związku Radzieckiego. Zasłużony Mistrz Sportu ZSRR.

## Kariera piłkarska
Wychowanek drużyny młodzieżowej KTPKO Moskwa. Seniorską karierę rozpoczął w 1936, w drużynie przyzakładowej Moskiewskich Zakładów Mięsnych Miasokombinat Moskwa (1936–1939). Następnie, w 1940, przeniósł się do Piszczewiku Moskwa. Z początkiem 1942 został wcielony do wojska. W 1943 grał w drużynie garnizonu wojskowego, stacjonującej w Teheranie. 19 września 1944 zadebiutował w Dinamie Moskwa, podczas mistrzostw Moskwy, w meczu z Krylją Sowietow Moskwa, zakończonym wynikiem 0:1. W mistrzostwach ZSRR zadebiutował 20 maja 1945, w meczu ze Spartakiem Moskwa, który zakończył się remisem 1:1. W tym samym roku rozegrał jedyny mecz w kadrze.
Chomicz w listopadzie 1945 wziął udział w klubowym tournée po Wielkiej Brytanii, gdzie zaprezentował się ze świetnej strony i wykazał się instynktem bramkarskim, szybkością, odważnymi reakcjami oraz zwinnością. Tak dorobił się pseudonimu Tygrys. Był również uczestnikiem wyjazdów do Szwecji i Norwegii w 1947, gdzie również zaprezentował swoje umiejętności. Chomicz miał bardzo dobry bilans bramkowy, średnio wpuszczał 0,66 bramek na mecz. Dla Dynama rozegrał sześć sezonów. 
W latach 1953–1956 był zawodnikiem Spartaka Mińsk.

## Styl gry
Uważany za jednego z najlepszych bramkarzy w radzieckim futbolu, w drugiej połowie lat 40. Popularność poza ojczyzną zyskał po tournée Dinama do Wielkiej Brytanii. Mimo niskiego wzrostu (172 cm), był odważny, zwinny, miał fenomenalne reakcje i zdolność do skoków. Posiadał dobrą technikę bramkarską oraz silne ręce, które pozwalały mu bezpiecznie i pewnie chwytać piłkę w dłonie. Umiejętność łapania piłki w efektownych rzutach, po których natychmiastowo wstawał, sprawiła, że bramkarz miał widowiskowy styl gry. Szczególnie dobrze spisywał się na linii bramkowej.
Skłonność do ciężkiej pracy, samokrytyki i ścisłe przestrzeganie reżimu sportowego, pozwoliły mu przez wiele lat osiągać wyniki na niezmiennie wysokim poziomie. Miał wielki wpływ na kształtowanie się stylu gry Lwa Jaszyna, z którym legendarny bramkarz początkowo nie mógł wygrać rywalizacji i przyuczał się gry.

## Sukcesy

### Klubowe
Dinamo Moskwa
- Mistrzostwo ZSRR: 1945, 1949
- Wicemistrzostwo ZSRR: 1946, 1947, 1948, 1950
- Finalista Pucharu ZSRR: 1945, 1949

## Życie po karierze
W 1956 ukończył szkołę trenerską na GCOLIFK-ie. W latach 1969–1979 pracował jako fotograf sportowy dla tygodnika "Futboł". Był członkiem KPZR. Pełnił służbę jako oficer dyżurny w jednym z wydziałów 9. dyrekcji KGB ZSRR odpowiedzialnych za ochronę najwyższych urzędników państwowych. 
Zmarł 30 maja 1980, w wieku 60 lat. Został pochowany na Cmentarzu Chowańskim (terytorium centralne, kwatera nr 30).

## W kulturze
W filmie Lew Jaszyn. Wratar mojej mieczty, wcielił się w niego Aleksiej Krawczenko.